# Tim Blanning
Timothy C.W. Blanning, FBA (1942) is een emeritus hoogleraar moderne Europese Geschiedenis aan de Universiteit van Cambridge. Zijn wetenschappelijke werk richt zich op de geschiedenis van Europa vanaf het midden van de 17e eeuw (Vrede van Münster) tot het eerste deel van 19e eeuw. 
In 2007 verscheen van zijn hand het zeer goed ontvangen: The Pursuit of Glory: Europe 1648-1815. Zijn meest recente boek, The Romantic Revolution: A History, kwam in 2011 uit. 

## Werk

### Boeken
- (en)  Joseph II and Enlightened Despotism (Longman, 1970)
- (en)  Reform and Revolution in Mainz, 1743–1803 (Cambridge University Press, 1974)
- (en)  The French Revolution in Germany: Occupation and Resistance in the Rhineland, 1792-1802 (Oxford University Press, 1983)
- (en)  The Origins of the French Revolutionary Wars (Longman, 1986)
- (en)  The French Revolution: Aristocrats versus Bourgeois? (Macmillan, 1987)
- (en)  Joseph II (Longman, 1994)
- (en)  The French Revolutionary Wars 1787-1802 (Edward Arnold, 1996)
- (en)  The French Revolution: Class War or Culture Clash? (Macmillan, 1997)
- (en)  The Culture of Power and the Power of Culture: Old Regime Europe, 1660-1789 (Oxford University Press, 2002)
- (en)  The Pursuit of Glory: Europe 1648–1815 (Penguin, 2007)
- (en)  The Triumph of Music: The Rise of Composers, Musicians and Their Art (2008)
- (en)  The Romantic Revolution: A History (2011)